# Hornisgrinde-Marathon
Der Hornisgrinde-Marathon war ein Landschaftsmarathon in der Nähe des Bergs Hornisgrinde (1164 m) im Nordschwarzwald. Der Marathonlauf fand zwischen 1973 und 2019 alljährlich im Juli statt. Er war damit einer der ältesten Marathonläufe in Deutschland.
Die Laufstrecke war ein anspruchsvoller, amtlich vermessener Rundkurs im Waldgebiet zwischen Bühlertal, Forbach und der Hornisgrinde. Start und Ziel war Bühlertal-Hundseck an der Schwarzwaldhochstraße (900 m über NN); der tiefste Punkt der Laufstrecke wurde nach 25 km am Stausee der Schwarzenbachtalsperre (668 m über NN) erreicht. Gelaufen wurde fast ausschließlich auf Waldwegen. Ebenfalls im Programm waren ein Halbmarathon und ein 10-km-Lauf.
Die größte Teilnehmerzahl wurde mit 939 Läufern 1973 erreicht. Vor dem Lauf des Jahres 1974 wurde die Strecke vermessen und um 1,8 Kilometer verlängert, da sich die alte Strecke als zu kurz erwies. Für den 13. Jahrgang, 1984, wurde die Strecke auch amtlich vermessen, so dass Ergebnisse in Bestenlisten aufgenommen werden konnten.
Der Streckenrekord der Frauen wurde 1987 von der 13-jährigen Manuela Veith (TV Bodenheim) mit 2:56:59 Stunden aufgestellt. Den Streckenrekord der Männer hält Rainer Müller (LTF Marpingen) mit 2:34:11 Stunden, aufgestellt 2002.
Übersicht Streckenrekorde auf den einzelnen Strecken (Stand: 02/2013):
Streckenrekorde Marathon:

Männer: 2:34:11 Rainer Müller, LTF Marpingen (2002)

Frauen: 2:56:59 Manuela Zipse (geb. Veith), TV Bodenheim (1987)
Streckenrekorde Halbmarathon:

Männer: 1:08:25 Andrzey Nowak, Marathon Köln (1994)

Frauen: 1:22:24 Andrea Fleischer, LAC Quelle Fürth (1995)
Streckenrekorde 10 km:

Männer: 32:14 Joachim Stephan, Breisach (1990)

Frauen: 37:17 Britta Müller, VFL Freudenstadt (1994)
Im Jahr 2005 kamen 271 Marathonläufer ins Ziel.
Ab 2009 trat der Marathon nach außen hin als Schöck Hornisgrinde-Marathon auf.